# آبشار نیاگارا (فیلم ۱۹۳۲)
آبشار نیاگارا (انگلیسی: Niagara Falls) یک فیلم کمدی هالیوود پیشا-کد آمریکایی است که در سال ۱۹۳۲ منتشر شد. از بازیگران این فیلم می‌توان به جون مک‌کلوی، ماریون شیلینگ و گرترود شورت اشاره کرد. این آخرین فیلمی است که راسکو آرباکل کارگردانی کرد.